# Euphorbia lawsonii
Euphorbia lawsonii là một loài thực vật có hoa trong họ Đại kích. Loài này được Binojk. & Dwarakan mô tả khoa học đầu tiên năm 1994.